# Monte de Santo Adrião
Santo Adrião é uma elevação com uma paisagem deslumbrante de onde, em dia de céu limpo, se consegue ver a cidade do Porto - que fica a cerca de 50 km por estrada, identificando alguns pormenores da mesma.
Todos os anos, 40 dias após a Páscoa, a coincidir com o Domingo, realiza-se uma romaria popular no alto da elevação, onde está edificada uma capela. Estando bom tempo, são muitos os que fazem piquenique a seguir às cerimónias religiosas aí realizadas.
Nesta elevação existe uma pequena capela conhecida por Capelinha da Senhora da Tocha.